# Municipio de Providence (Pensilvania)
El municipio de Providence (en inglés: Providence Township) es un municipio ubicado en el condado de Lancaster en el estado estadounidense de Pensilvania. En el año 2000 tenía una población de 6.651 habitantes y una densidad poblacional de 127.5 personas por km².

## Geografía
El municipio de Providence se encuentra ubicado en las coordenadas 39°52′29″N 76°15′05″O / 39.87472, -76.25139.

## Demografía
Según la Oficina del Censo en 2000 los ingresos medios por hogar en la localidad eran de $45,018 y los ingresos medios por familia eran de $49,738. Los hombres tenían unos ingresos medios de $37,207 frente a los $24,571 para las mujeres. La renta per cápita de la localidad era de $17,912. Alrededor del 6% de la población estaba por debajo del umbral de pobreza.